# Eusko Abendaren Ereserkia
Eusko Abendaren Ereserkia je himna španjolske autonomne zajednice Baskije.
Tekstopisac je baskijski nacionalist Sabin Arana.
14. travnja 1983. je Baskijski sabor proglasio pjesmu Eusko Abendaren Ereserkia kao službenu himnu Baskije.
Od tog dana je himna reprezentirala baskijski narod zajedno s Ikurriñom.

## Tekst (baskijski)
Gora ta Gora Euskadi
aintza ta aintza
bere goiko Jaun Onari.
Areitz bat Bizkaian da
Zar, sendo, zindo
bera ta bere lagia lakua
Areitz gainean dogu
gurutza deuna
beti geure goi buru
Abestu gora Euskadi
aintza ta aintza
bere goiko Jaun Onari